# Banco da África Ocidental
Die Banco da África Ocidental, S.A. (BAO, portugiesisch für „Bank des westlichen Afrikas“) ist eine Privatbank in Guinea-Bissau.

## Geschichte

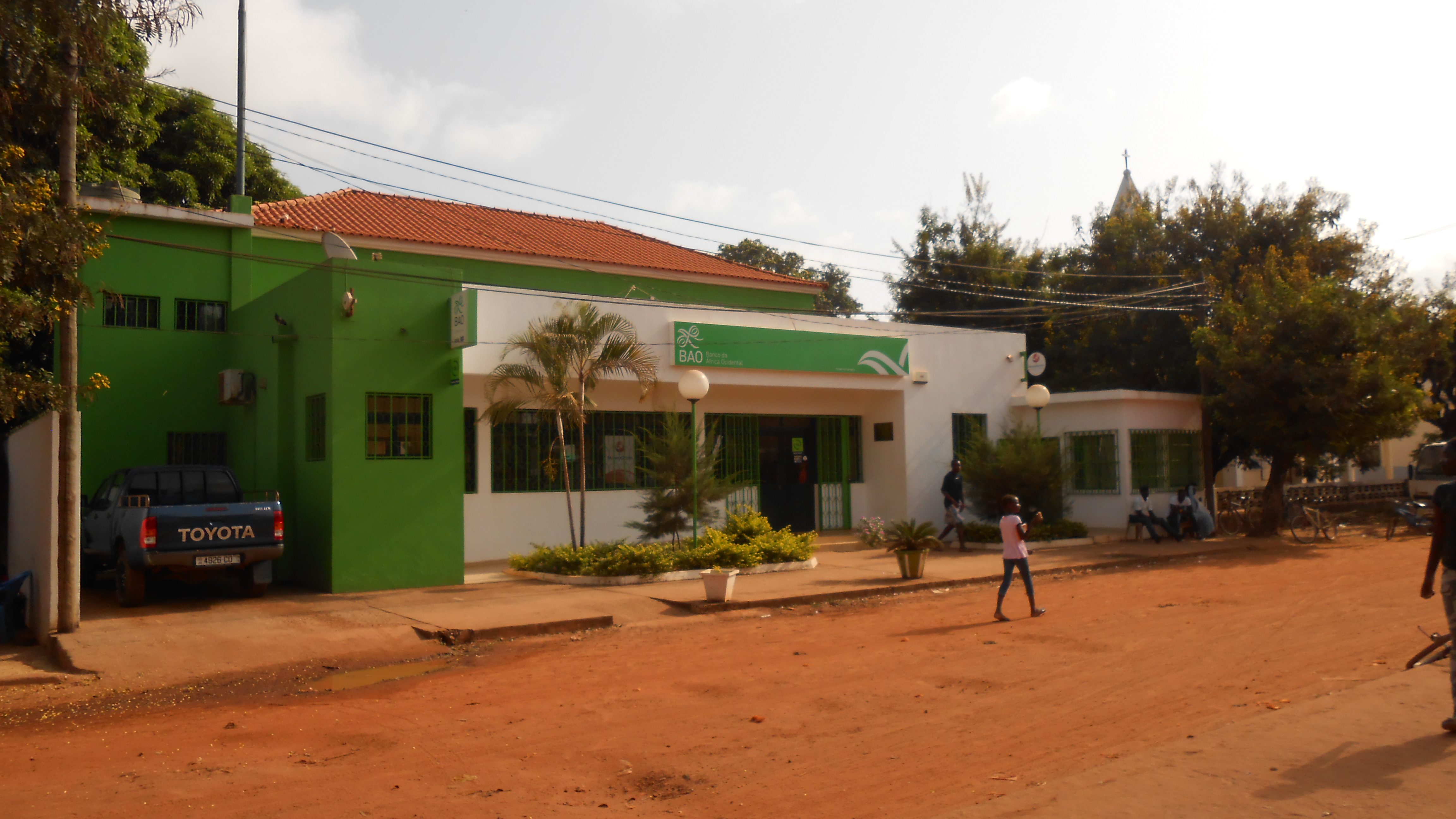
Filiale der BAO in Canchungo

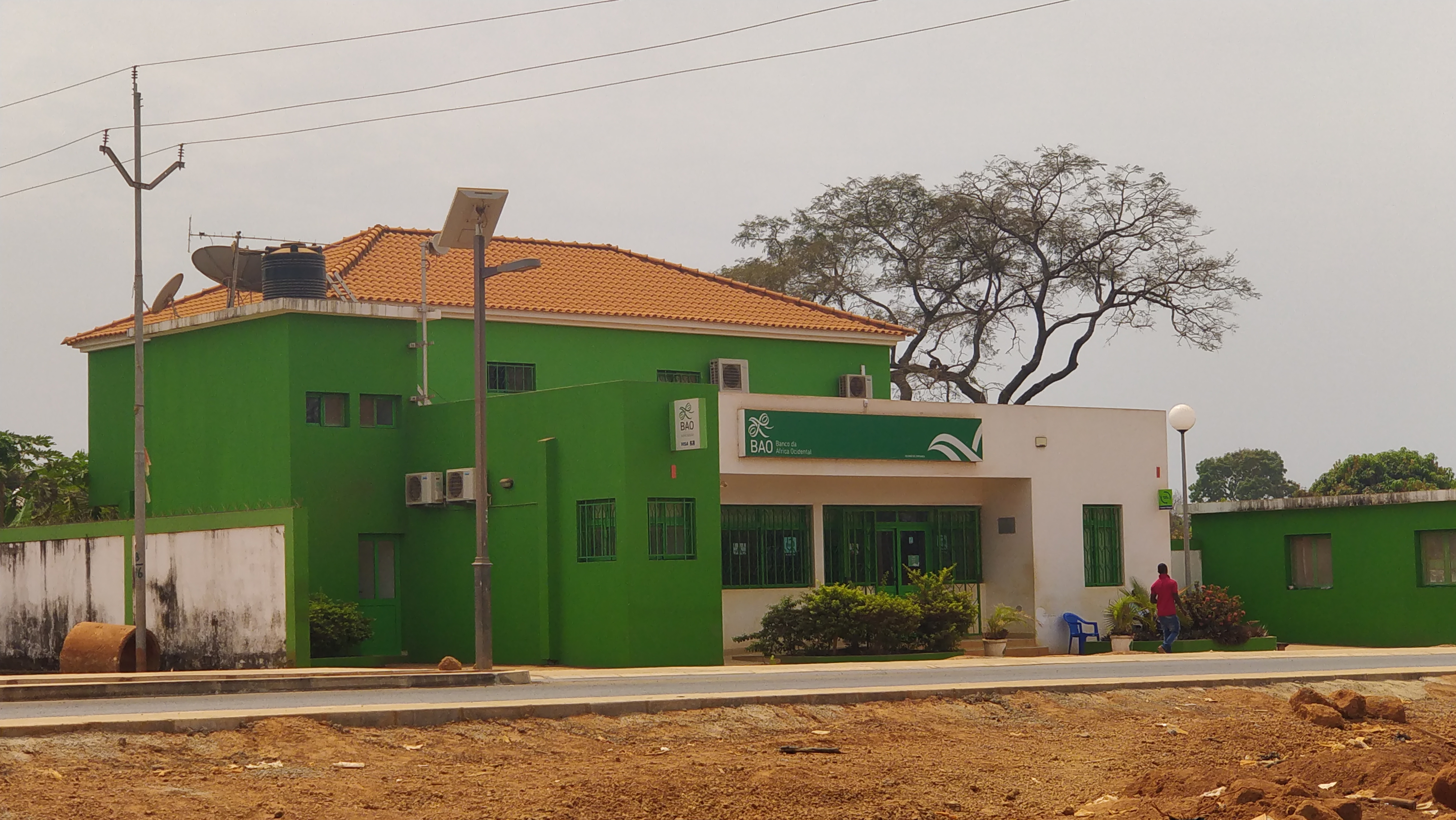
Filiale der BAO in Buba

Nach ersten Bemühungen ab 1997 wurde die Bank im Jahr 2000 gegründet. Im Zusammenhang mit dem Beitritt zur CFA-Franc-Zone 1997 und insbesondere dem Bürgerkrieg ab 1998 war das Land wirtschaftlich instabil und stark angeschlagen, und die beiden bis dahin einzigen Geschäftsbanken des Landes sahen sich in einem zunehmend schwierigen Umfeld. In der Folge meldete die guinea-bissauische BIGB Konkurs an, und die portugiesische Totta & Açores (heute als Banco Santander Totta Teil der Banco Santander) zog sich aus Guinea-Bissau zurück. Bis 2005 blieb BAO die einzige Geschäftsbank des Landes.
Inzwischen sind drei weitere Banken im Land aktiv (BDU, Orabank und Ecobank), jedoch blieb BAO Marktführer.
Im Jahr 2009 baute die Geocapital-Investmentgesellschaft des Unternehmers Stanley Ho aus Macau und des Portugiesen Ferro Ribeiro ihre Beteiligung von 36 % auf 60 % aus, als sie Anteile der portugiesischen Montepio-Bank an der BAO übernahm.

## Zahlen
BAO ist Marktführer in Guinea-Bissau. Im Jahr 2016 hatte die BAO über 100 Mitarbeiter und unterhielt zehn der 21 Bankschalter im Land. Etwa die Hälfte des landesweiten Bankenumsatzes von 6,6 Mrd. CFA (etwa 10 Mio. Euro) wickelt die BAO ab.
Mehrheitseigner ist die Geocapital-Investmentgesellschaft mit etwa 60 %, der Rest wird von überwiegend guinea-bissauischen und portugiesischen Aktionären gehalten.